# Ilse Thiele

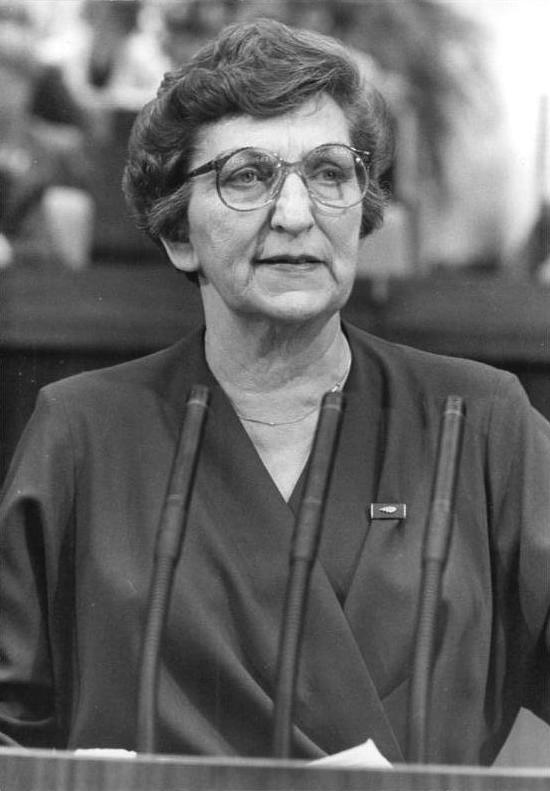
Ilse Thiele im Palast der Republik in Ost-Berlin während des XII. DFD-Kongresses 1987

Ilse Thiele (* 4. November 1920 in Berlin als Ilse Neukrantz; † 10. Januar 2010 ebenda) war eine deutsche Politikerin. Sie war von 1953 bis 1989  Vorsitzende der Massenorganisation  Demokratischer Frauenbund Deutschlands (DFD), Mitglied des ZK der SED und Abgeordnete der Volkskammer der DDR.

## Leben
Ilse Thiele wurde in einer Berliner Arbeiterfamilie geboren. Sie besuchte wie ihr Bruder Heinz Neukrantz die Volks- und Mittelschule in Berlin und war während der NS-Zeit von 1937 bis 1945 als Stenotypistin tätig. 1930 trat sie dem Berliner Arbeitersportverein (ASV) „Fichte“ bei. Nach dem Kriegsende trat sie 1945 in die Kommunistische Partei Deutschlands ein und wurde 1946 durch die Zwangsvereinigung von SPD und KPD Mitglied der SED. 1946 siedelte sie von Celle wieder nach Berlin über, arbeitete als Stenotypistin in verschiedenen Betrieben und im kommunalen Frauenausschuss Berlin-Lichtenberg. Sie wurde 1946 Mitglied im FDGB. 1947 besuchte sie die SED-Landesparteischule. 1948 bis 1950 arbeitete sie als Bezirksrätin für Soziales in Berlin-Lichtenberg. Sie gehörte zu den Gründungsmitgliedern des Demokratischen Frauenbundes Deutschlands in Berlin. Sie war 1950 stellvertretende Landesvorsitzende und Landessekretärin des DFD in Berlin und besuchte 1950/51 die Parteihochschule Karl Marx. Am 20. April 1952 übernahm sie als Nachfolgerin von Roberta Gropper den Vorsitz der Berliner Frauenorganisation. Von Januar bis September 1953 war sie Organisationssekretärin im Bundesvorstand des DFD und löste im September 1953 die abgesetzte Elli Schmidt als DFD-Vorsitzende ab. Dieses Amt übte sie bis zu ihrem Rücktritt am 16. November 1989 aus.
Ab Februar 1954 gehörte sie als Mitglied der DFD-Fraktion der Volkskammer an und ab April 1954 war Thiele auch Mitglied des Zentralkomitees der SED. Im Mai 1954 wurde sie Mitglied des Präsidiums des Nationalrates der Nationalen Front und im November 1971 Mitglied des Staatsrates der DDR. Von 1964 bis 1989 war sie eine der Vizepräsidentinnen der Internationalen Demokratischen Frauenföderation (IDFF). Noch am 4. Oktober 1989 deklarierte sie anlässlich des 40. Jahrestages der DDR-Gründung, dass der Frauenbund dabei helfen werde, „die DDR auch im fünften Jahrzehnt ihres Bestehens noch erfolgreicher mitzugestalten.“ Nach der Friedlichen Revolution legte sie am 11. Januar 1990 ihr Volkskammermandat nieder und trat als Mitglied des Staatsrates zurück.
Ihr wurden u. a. 1957 die Clara-Zetkin-Medaille, 1965 der Vaterländische Verdienstorden in Gold und 1985 der Karl-Marx-Orden verliehen.
Sie war mit Heinz Thiele (1913–2002) verheiratet und hatte drei Töchter.